# Agrias smalli
Agrias smalli är en fjärilsart som beskrevs av Miller och Nicolay 1971. Agrias smalli ingår i släktet Agrias och familjen praktfjärilar. Inga underarter finns listade i Catalogue of Life.